# Katastrofa lotu PLL LOT 149
Katastrofa lotu PLL LOT 149 – wypadek lotniczy samolotu An-24W należącego do Polskich Linii Lotniczych LOT, który miał miejsce w okolicach Wrocławia 24 stycznia 1969 roku. Samolot o rejestracji cywilnej SP-LTE rozbił się przy podchodzeniu do lądowania w gęstej mgle. W wypadku nikt nie zginął. Wypadek został spowodowany przez pilota, który zignorował trudne warunki pogodowe i podchodził do lądowania pomimo widoczności mniejszej niż wymagane minimum.

## Historia
24 stycznia 1969 roku o godzinie 16.35 An-24 (rejestracja cywilna SP-LTE, numer seryjny 67302405) wystartował z lotniska w Warszawie na lot rejsowy nr 169 do Wrocławia. Na pokładzie znajdowało się 44 pasażerów i czterech członków załogi (kapitan Rudolf Rembieliński, drugi pilot Czesław Kamiński, mechanik Henryk Kruk i stewardesa). Samolot był piątym z dziesięciu samolotów dostarczonych w 1966 roku do PLL LOT.
Po przejściu nad radiolatarnią bezkierunkową samolot rozpoczął manewr lądowania obniżając lot. Załoga samolotu otrzymała z Wrocławia informację, że widzialność spadła poniżej 800 metrów (wymagana widzialność do lądowania we Wrocławiu wynosiła 1100 metrów), pomimo to pilot kontynuował lądowanie. Zbliżając się do lotniska samolot przeleciał nad radiolatarnią na wysokości 50–60 metrów (zamiast wymaganych 225 metrów) i pilot kontynuował podejście do lądowania, pomimo że otrzymał informację iż widzialność na lotnisku spadła do 400 metrów.
700 metrów za radiolatarnią, na wysokości dziesięciu metrów prawe skrzydło samolotu uderzyło w drzewo. W efekcie część skrzydła odłamała się zdeformował się kadłub i samolot pochylił się w prawo pod kątem czterdziestu stopni, zawadzając uszkodzonym skrzydłem o ziemię. Samolot uderzył w ziemię taranując po drodze dwie lub sześć linii średniego napięcia (30kV), zrywając przewody trakcji kolejowej na linii kolejowej Wrocław–Wałbrzych, zaczepiając o przewody sterownicze zwrotnic kolejowych, przewracając słup oświetleniowy i uszkadzając wysunięte podwozie. Samolot spadł na pole w rejonie wrocławskiego osiedla Muchobór Wielki i przejechał brzuchem po ziemi 150 metrów w stronę stawu, po czym zahaczył o słup oświetleniowy, obrócił się o 180 stopni i stanął.
Na pokładzie samolotu nikt nie zginął, obu pilotów hospitalizowano, a kilku pasażerom udzielono pomocy doraźnej. Po zatrzymaniu pasażerowie opuścili samolot, zgodnie z instrukcjami stewardesy skacząc na ziemię z włazu i zostali otoczeni opieką przez pracowników pobliskiej fabryki mebli. Stamtąd pasażerów zabrał autobus LOT, który wysadził ich w centrum miasta.
Za przyczynę wypadku uznano przeprowadzenie podejścia do lądowania poniżej obowiązujących minimów. Winni wypadkowi byli: pilot, który przeprowadził manewr lądowania, i drugi pilot, który nie zwrócił mu uwagi na złamanie zasad bezpieczeństwa lotu. Obu zostały w konsekwencji wypadku odebrane uprawnienia do prowadzenia lotów. Po wypadku samolot został złomowany.
O wypadku nieliczne media informowały lakonicznie dzień po zdarzeniu. W 1969 roku w tygodniku Kulisy ukazał się reportaż Andrzeja Macki „To nie było lotnisko”. W opinii niektórych osób piszących później o katastrofie, zdarzenie potem utajniono. Informacje o katastrofie nie zachowały się w archiwach wrocławskiego lotniska, Centralnego Archiwum Wojskowego MON ani Archiwum Akt Nowych. Zdarzenie opisano w czasopiśmie Międzynarodowej Organizacji Lotnictwa Cywilnego Accident Digest. Wzmianki o wypadku znalazły się m.in. w książkach Polski transport lotniczy z 1980 roku i Samoloty linii lotniczych 1957–1981 z 1986 roku.